# Carlos Kaspar
Carlos Kaspar (19 gennaio 1965) è un attore argentino.
Inizia la sua carriera nel 1996 con il cortometraggio Los duelistas. I suoi ruoli più importanti sono: Chiquititas: Rincón de luz, dove interpreta Huevero, Flor - Speciale come te, nel ruolo di Oscar e Terra ribelle, dove interpreta Tacca. Nel 2008 ha preso parte alla pluripremiata telenovela argentina Vidas robadas interpretando il Buho Unquillo.

## Carriera

### Televisione (parziale)
- Flor - Speciale come te (Floricienta) (2004)
- El deseo (2004)
- Gladiadores de Pompeya (2006)
- Vientos de agua (2006)
- Vidas robadas (2008)
- Terra ribelle (2010)
- Esperanza mía (2015)

### Cinema (parziale)
- Los duelistas (1996)
- Chiquititas: Rincón de luz (2001)
- Horizontal/Vertical, regia di Nicolás Tuozzo (2009)
- Una cita, una fiesta y un gato negro, regia di Ana Halabe (2009)